# عصب پشتی کتف
عصب پشتی کتف (انگلیسی: Dorsal scapular nerve) شاخه‌ای از شبکه بازویی است که معمولاً از شاخهٔ شکمی عصب نخاعی سی۵ منشأ می‌گیرد. این عصب، عصب‌دهی حرکتی ماهیچه لوزی بزرگ، ماهیچه لوزی کوچک و ماهیچه بالابرنده کتف را تأمین می‌کند.
سندروم عصب پشتی کتف می‌تواند موجب نشانگان کتف بالدار، درد شانه و محدودیت حرکتی شود.

## ساختار

### خاستگاه
عصب پشتی کتف از شبکه بازویی و معمولاً از ریشهٔ شبکه (شاخهٔ شکمی عصب نخاعی) سی۵ منشأ می‌گیرد.

### مسیر و ارتباطات
پس از خروج عصب از سی۵، معمولاً از میان ماهیچه‌های نردبانی عبور می‌کند. سپس در عمق ماهیچه بالابرنده کتف و ماهیچه‌های لوزی‌شکل ادامه می‌یابد (ماهیچه لوزی کوچک در بالا و ماهیچه لوزی بزرگ در پایین).
این عصب همراه با سرخرگ پشتی کتف حرکت می‌کند.

## کارکرد
عصب پشتی کتف، عصب‌دهی حرکتی ماهیچه لوزی کوچک، ماهیچه لوزی بزرگ و ماهیچه بالابرنده کتف را بر عهده دارد.

## اهمیت بالینی
آسیب به عصب پشتی کتف معمولاً در معاینه مشخص است، زیرا کتف در سمت آسیب‌دیده نسبت به سمت سالم، فاصلهٔ بیشتری از خط وسط بدن دارد. بیمار قادر به عقب کشیدن شانه (مانند حالت خبردار ایستادن) نخواهد بود. آسیب ایزولهٔ عصب پشتی کتف نادر است، اما معمولاً با آسیب به ماهیچه‌های نردبانی همراه است.
این عصب معمولاً در بلاک عصبی فوق‌چنبری بی‌حس نمی‌شود و این موضوع می‌تواند پس از برخی جراحی‌ها باعث درد شود.

### نشانگان عصب پشتی کتف
نشانگان عصب پشتی کتف می‌تواند بر اثر سندروم فشردگی عصب ایجاد شود. شایع‌ترین علامت آن نشانگان کتف بالدار است. ممکن است درد شانه نیز رخ دهد. این آسیب موجب ضعف در ماهیچه لوزی بزرگ، ماهیچه لوزی کوچک و ماهیچه بالابرنده کتف می‌شود و دامنهٔ حرکتی شانه را محدود می‌کند. درمان معمولاً به روش‌های درمان محافظه‌کارانه انجام می‌گیرد.